# Atang de la Rama
Pour les articles homonymes, voir Rama.
Honorata de la Rama-Hernandez, née le 11 janvier 1902 , morte le 11 juillet 1991, communément appelée Atang de la Rama, est une chanteuse et une actrice philippine de zarzuelas. C’est une des premières actrices de cinéma aux Philippines.

## Biographie
Atang de la Rama naît à Manille le 11 janvier 1902. A l'âge de 7 ans, elle joue déjà dans des zarzuelas espagnoles, telles que Mascota, Sueño de un Vals, ou encore Marina. À l'âge de 15 ans, elle joue dans la zarzuela Dalagang Bukid, et devient notoire pour son interprétation, en particulier, de la chanson Nabasag na Banga. À l'époque, les zarzuelas sont une des formes principales des arts de la scène dans le pays. Mais cette pièce lyrique, Dalagang Bukid, fait également l’objet, à la suite de son succès, d’une adaptation cinématographique, en 1919, réalisée par José Nepomuceno (en). Elle y interprète l’héroïne principale. Dans la suite de son parcours, elle interprétera à nouveau des rôles au cinéma, notamment dans les années 1930 et 1950, le cinéma prenant une place de plus en plus forte dans les divertissements populaires,.
Pendant l'occupation américaine des Philippines, Atang de la Rama se bat toutefois pour maintenir la tradition des kundiman (en) (genre de chansons d'amour traditionnelles philippines, les paroles étant écrites en tagalog, et la mélodie se caractérisant par un rythme doux et fluide avec des intervalles dramatiques), et des zarzuelas  axées sur des questions philippines contemporaines. En 1940, elle se remet ainsi en scène dans Dalagang Bukid,.
Des générations d'artistes et de spectateurs philippins considèrent les talents vocaux et de comédiennes d'Atang de la Rama comme à l’origine du succès de zarzuelas philippines originales comme  Dalagang Bukid  et de drames comme  Veronidia .
Elle est également productrice de théâtre, et écrivaine. Elle est en particulier la productrice et l'auteur de pièces de théâtre telles que  Anak ni Eva  (L’enfant d’Eva) et  Bulaklak ng Kabundukan  (la Fleur de la montagne). Pour ses réalisations et ses contributions, elle est qualifiée de reine du kundiman (en) et de la zarzuela en 1979, à l'âge de 74 ans.
Elle est convaincue de la nécessité d’une diffusion des spectacles dans  toute la population, non seulement dans les grands théâtres de Manille, mais aussi vers les populations rurales et quelquefois montagnardes. Elle s'est efforcée d'amener les kundimans et les zarzuelas également aux peuples indigènes des Philippines tels que les Igorots, les Aetas, et les Mangyans. Elle a été aussi à l'avant-garde de la présentation de la culture philippine à des publics étrangers. Au sommet de sa carrière, elle a chanté des kundimans et d'autres chansons philippines lors de concerts dans des villes comme San Francisco, Los Angeles, New York, Hong Kong, Shanghai et Tokyo..
Le 8 mai 1987, la présidente des Philippines Corazon Aquino déclare Atang de la Rama artiste national des Philippines dans les domaines du théâtre et de la musique « pour son dévouement sincère au théâtre et à la musique originale philippine, son talent artistique exceptionnel en tant que chanteuse,et en tant qu’ actrice de zarzuela, dramaturge et productrice, ses efforts inlassables pour apporter son art à tous les secteurs de la société philippine et au monde " »,.
Atang de la Rama meurt le 11 juillet 1991 à Manille.
Elle était mariée à un écrivain, Amado Hernandez (en), lui-même fait artiste national dans le domaine de la littérature en 1973.